# 石玉珍
石玉珍（1947年10月—），湖南花垣人。女，苗族。中华人民共和国政治人物。1964年8月参加工作，1966年1月加入中国共产党。中共中央党校函授学院经济管理专业毕业。中共第十四届、十五届、十六届中央候补委员。第九、十、十一届全国政协委员。

## 生平
1964年8月至1970年1月，任湖南省湘西吉首县、凤凰县社教工作队队员，花垣县董马库公社青年干事，花垣县委组织部干事。1970年1月至1972年11月，任湖南省花垣县雅酋公社妇女主任、团委副书记。1972年11月至1973年2月，任湖南省花垣县革委会群众工作组副组长，共青团花垣县委副书记、公社党委书记。1973年2月至1973年5月，任共青团湘西土家族苗族自治州委副书记(1973年4月参加了共青团湖南省委恢复筹备工作)。1973年5月至1978年11月，任共青团湖南省委副书记(1973年7月经中共中央批准，被增补为中共湖南省委常委；1975年2月至7月在中共中央读书班学习）。1978年11月至1982年1月，任中共湖南省委常委、共青团湖南省委书记、团中央委员（其间：1979年9月至1980年1月在中共中央党校第五期读书班学习）。
1982年1月至1983年3月，任中共湖南湘西州委副书记。1983年3月至1985年2月，在湖南师范大学干部培训班文史专业学习。1985年2月至1988年1月，任中共湘西州委副书记兼州教委主任。1988年1月至1992年12月，任中共湘西州委副书记、州长。
1993年1月至1995年4月，任湖南省政协副主席兼省民委主任。1995年4月至2001年11月，任湖南省政协副主席、省委统战部部长（其间：1997年8月至1999年12月在中共中央党校函授学院经济管理专业学习）。2001年11月至2003年1月，任中共湖南省委常委、统战部部长，省政协副主席。2003年1月至2006年11月，任中共湖南省委常委、统战部部长、省政协党组副书记。2007年1月至2011年1月，任湖南省政协副主席、党组副书记。
2008年，当选第十一届全国政协委员，代表特别邀请人士，分入第五十七组。